# Sandwithia guyanensis
Sandwithia guyanensis là một loài thực vật có hoa trong họ Đại kích. Loài này được Lanj. miêu tả khoa học đầu tiên năm 1932.